# Collegio di Folkestone and Hythe
Folkestone and Hythe è un collegio elettorale inglese situato nel Kent rappresentato alla Camera dei comuni del parlamento del Regno Unito. Elegge un membro del parlamento con il sistema maggioritario a turno unico; l'attuale parlamentare è Tony Vaughan del Partito Laburista, che rappresenta il collegio dal 2024.

## Estensione e profilo

Folkestone and Hythe dal 2010 al 2024

- 1950-1983: i Municipal Borough di Folkestone, Hythe, Lydd e New Romney e i distretti rurali di Elham e Romney Marsh.
- 1983-2010: il distretto di Shepway.
- 2010-2024: il distretto di Shepway e ward del borough di Ashford di Saxon Shore.
- dal 2024: i ward del distretto di Folkestone and Hythe di Broadmead, Cheriton, East Folkestone, Folkestone Central, Folkestone Harbour, Hythe, Hythe Rural, New Romney, Romney Marsh, Sandgate ans West Folkestone e Walland and Denge Marsh.

Folkestone and Hythe consiste di una fascia collinare del Kent orientale, e comprende le città costiere di Folkestone e Hythe, nel Sud Est dell'Inghilterra. L'area urbana si concentra nelle piccole aree intorno a Folkestone e Hythe, mentre le comunità di New Romney (che era un collegio di borough fino l'abolizione dei borghi putridi del 1832), Lydd, Dymchurch, Lyminge e Elham sono principalmente rurali, vi abitano i pendolari e sono presenti centri commerciali. Gran parte della popolazione è costituita da pensionati.
I Liberal Democratici o il Partito Liberale sono secondi dal 1974, e il voto laburista ha sofferto gravi perdite, oltre il 10%, circa un terzo del voto liberal democratico. Nonostante la sua storia di poco oltre 50 anni, il collegio è un seggio sicuro per il Partito Conservatore.

## Membri del parlamento
| Elezione | Elezione           | Deputato       | Partito      |
| -------- | ------------------ | -------------- | ------------ |
|          | 1950               | Harry Mackeson | Conservatore |
| 1959     | Sir Albert Costain |                | Conservatore |
| 1983     | Michael Howard     |                | Conservatore |
| 2010     | Damian Collins     |                | Conservatore |
|          | 2024               | Tony Vaughan   | Laburista    |

## Elezioni

### Elezioni negli anni 2020
| Partito                    | Partito                                           | Candidato                  | Risultati 4 luglio 2024 | Risultati 4 luglio 2024 |
| Partito                    | Partito                                           | Candidato                  | Voti                    | %                       |
| -------------------------- | ------------------------------------------------- | -------------------------- | ----------------------- | ----------------------- |
|                            | Laburista                                         | Tony Vaughan               | 15 020                  | 34,73                   |
|                            | Conservatore                                      | Damian Collins             | 11 291                  | 26,11                   |
|                            | Reform UK                                         | William Wright             | 10 685                  | 24,71                   |
|                            | Verde                                             | Marianne Brett             | 3 954                   | 9,14                    |
|                            | Lib Dem                                           | Larry Ngan                 | 1 736                   | 4,01                    |
|                            | TUSC                                              | Momtaz Khanom              | 249                     | 0,58                    |
|                            | Fairer Voting Party                               | David Allen                | 240                     | 0,55                    |
|                            | Socialista                                        | Andy Thomas                | 71                      | 0,16                    |
|                            |                                                   |                            |                         |                         |
| Iscritti                   | Iscritti                                          | Iscritti                   | 70 056                  | 100,00                  |
| ↳ Votanti (% su iscritti)  | ↳ Votanti (% su iscritti)                         | ↳ Votanti (% su iscritti)  | 43 246                  | 61,73                   |
| ↳ Astenuti (% su iscritti) | ↳ Astenuti (% su iscritti)                        | ↳ Astenuti (% su iscritti) | 26 810                  | 38,27                   |
|                            |                                                   |                            |                         |                         |
|                            | Esito: collegio passa da Conservatore a Laburista |                            |                         |                         |

### Elezioni negli anni 2010
| Partito                    | Partito                                   | Candidato                  | Risultati 12 dicembre 2019 | Risultati 12 dicembre 2019 |
| Partito                    | Partito                                   | Candidato                  | Voti                       | %                          |
| -------------------------- | ----------------------------------------- | -------------------------- | -------------------------- | -------------------------- |
|                            | Conservatore                              | Damian Collins             | 35 483                     | 60,14                      |
|                            | Laburista                                 | Laura Davison              | 14 146                     | 23,97                      |
|                            | Lib Dem                                   | Simon Bishop               | 5 755                      | 9,75                       |
|                            | Verdi                                     | Georgina Treloar           | 2 706                      | 4,59                       |
|                            | Indipendente                              | Henry Bolton               | 576                        | 0,98                       |
|                            | SDP                                       | Colin Menniss              | 190                        | 0,32                       |
|                            | Young People's                            | Rohen Kapur                | 80                         | 0,14                       |
|                            | Socialista                                | Andy Thomas                | 69                         | 0,12                       |
|                            |                                           |                            |                            |                            |
| Iscritti                   | Iscritti                                  | Iscritti                   | 88 272                     | 100,00                     |
| ↳ Votanti (% su iscritti)  | ↳ Votanti (% su iscritti)                 | ↳ Votanti (% su iscritti)  | 59 005                     | 66,84                      |
| ↳ Astenuti (% su iscritti) | ↳ Astenuti (% su iscritti)                | ↳ Astenuti (% su iscritti) | 29 267                     | 33,16                      |
|                            |                                           |                            |                            |                            |
|                            | Esito: collegio confermato a Conservatore |                            |                            |                            |

| Partito                    | Partito                                   | Candidato                  | Risultati 8 giugno 2017 | Risultati 8 giugno 2017 |
| Partito                    | Partito                                   | Candidato                  | Voti                    | %                       |
| -------------------------- | ----------------------------------------- | -------------------------- | ----------------------- | ----------------------- |
|                            | Conservatore                              | Damian Collins             | 32 197                  | 54,69                   |
|                            | Laburista                                 | Laura Davison              | 16 786                  | 28,51                   |
|                            | Lib Dem                                   | Lynne Beaumont             | 4 222                   | 7,17                    |
|                            | UKIP                                      | Stephen Priestley          | 2 565                   | 4,36                    |
|                            | Verdi                                     | Martin Whybrow             | 2 498                   | 4,24                    |
|                            | Indipendente                              | David Plumstead            | 493                     | 0,84                    |
|                            | Indipendente                              | Naomi Slade                | 114                     | 0,19                    |
|                            |                                           |                            |                         |                         |
| Iscritti                   | Iscritti                                  | Iscritti                   | 86 074                  | 100,00                  |
| ↳ Votanti (% su iscritti)  | ↳ Votanti (% su iscritti)                 | ↳ Votanti (% su iscritti)  | 58 875                  | 68,40                   |
| ↳ Astenuti (% su iscritti) | ↳ Astenuti (% su iscritti)                | ↳ Astenuti (% su iscritti) | 27 199                  | 31,60                   |
|                            |                                           |                            |                         |                         |
|                            | Esito: collegio confermato a Conservatore |                            |                         |                         |

| Partito                    | Partito                                   | Candidato                  | Risultati 7 maggio 2015 | Risultati 7 maggio 2015 |
| Partito                    | Partito                                   | Candidato                  | Voti                    | %                       |
| -------------------------- | ----------------------------------------- | -------------------------- | ----------------------- | ----------------------- |
|                            | Conservatore                              | Damian Collins             | 26 323                  | 47,85                   |
|                            | UKIP                                      | Harriet Yeo                | 12 526                  | 22,77                   |
|                            | Laburista                                 | Claire Jeffrey             | 7 939                   | 14,43                   |
|                            | Lib Dem                                   | Lynne Beaumont             | 4 882                   | 8,87                    |
|                            | Verdi                                     | Martin Whybrow             | 2 956                   | 5,37                    |
|                            | TUSC                                      | Seth Cruse                 | 244                     | 0,44                    |
|                            | Young People                              | Rohen Kapur                | 72                      | 0,13                    |
|                            | Socialista                                | Andy Thomas                | 68                      | 0,12                    |
|                            |                                           |                            |                         |                         |
| Iscritti                   | Iscritti                                  | Iscritti                   | 83 601                  | 100,00                  |
| ↳ Votanti (% su iscritti)  | ↳ Votanti (% su iscritti)                 | ↳ Votanti (% su iscritti)  | 55 010                  | 65,80                   |
| ↳ Astenuti (% su iscritti) | ↳ Astenuti (% su iscritti)                | ↳ Astenuti (% su iscritti) | 28 591                  | 34,20                   |
|                            |                                           |                            |                         |                         |
|                            | Esito: collegio confermato a Conservatore |                            |                         |                         |

| Partito                    | Partito                                   | Candidato                  | Risultati 6 maggio 2010 | Risultati 6 maggio 2010 |
| Partito                    | Partito                                   | Candidato                  | Voti                    | %                       |
| -------------------------- | ----------------------------------------- | -------------------------- | ----------------------- | ----------------------- |
|                            | Conservatore                              | Damian Collins             | 26 109                  | 49,45                   |
|                            | Lib Dem                                   | Lynne Beaumont             | 15 987                  | 30,28                   |
|                            | Laburista                                 | Donald Worsley             | 5 719                   | 10,83                   |
|                            | UKIP                                      | Frank McKenna              | 2 439                   | 4,62                    |
|                            | BNP                                       | Harry Williams             | 1 662                   | 3,15                    |
|                            | Verdi                                     | Penny Kemp                 | 637                     | 1,21                    |
|                            | Indipendente                              | David Plumstead            | 247                     | 0,47                    |
|                            |                                           |                            |                         |                         |
| Iscritti                   | Iscritti                                  | Iscritti                   | 77 991                  | 100,00                  |
| ↳ Votanti (% su iscritti)  | ↳ Votanti (% su iscritti)                 | ↳ Votanti (% su iscritti)  | 52 800                  | 67,70                   |
| ↳ Astenuti (% su iscritti) | ↳ Astenuti (% su iscritti)                | ↳ Astenuti (% su iscritti) | 25 191                  | 32,30                   |
|                            |                                           |                            |                         |                         |
|                            | Esito: collegio confermato a Conservatore |                            |                         |                         |

### Elezioni negli anni 2000
| Partito                    | Partito                                   | Candidato                  | Risultati 5 maggio 2005 | Risultati 5 maggio 2005 |
| Partito                    | Partito                                   | Candidato                  | Voti                    | %                       |
| -------------------------- | ----------------------------------------- | -------------------------- | ----------------------- | ----------------------- |
|                            | Conservatore                              | Michael Howard             | 26 161                  | 53,94                   |
|                            | Lib Dem                                   | Peter Carroll              | 14 481                  | 29,86                   |
|                            | Laburista                                 | Maureen Tomison            | 6 053                   | 12,48                   |
|                            | Verdi                                     | Hazel Dawe                 | 688                     | 1,42                    |
|                            | UKIP                                      | Petrina Holdsworth         | 619                     | 1,28                    |
|                            | Monster Raving Loony                      | Lord Toby Jug              | 175                     | 0,36                    |
|                            | Get Britain Back                          | Rodney Hylton-Potts        | 153                     | 0,32                    |
|                            | Senior Citizens                           | Grahame Leon-Smith         | 151                     | 0,31                    |
|                            | Peace and Progress                        | Sylvia Dunn                | 22                      | 0,05                    |
|                            |                                           |                            |                         |                         |
| Iscritti                   | Iscritti                                  | Iscritti                   | 70 910                  | 100,00                  |
| ↳ Votanti (% su iscritti)  | ↳ Votanti (% su iscritti)                 | ↳ Votanti (% su iscritti)  | 48 503                  | 68,40                   |
| ↳ Astenuti (% su iscritti) | ↳ Astenuti (% su iscritti)                | ↳ Astenuti (% su iscritti) | 22 407                  | 31,60                   |
|                            |                                           |                            |                         |                         |
|                            | Esito: collegio confermato a Conservatore |                            |                         |                         |

| Partito                    | Partito                                   | Candidato                  | Risultati 7 giugno 2001 | Risultati 7 giugno 2001 |
| Partito                    | Partito                                   | Candidato                  | Voti                    | %                       |
| -------------------------- | ----------------------------------------- | -------------------------- | ----------------------- | ----------------------- |
|                            | Conservatore                              | Michael Howard             | 20 645                  | 45,02                   |
|                            | Lib Dem                                   | Peter Carroll              | 14 738                  | 32,14                   |
|                            | Laburista                                 | Albert Catterall           | 9 260                   | 20,19                   |
|                            | UKIP                                      | John Baker                 | 1 212                   | 2,64                    |
|                            |                                           |                            |                         |                         |
| Iscritti                   | Iscritti                                  | Iscritti                   | 71 536                  | 100,00                  |
| ↳ Votanti (% su iscritti)  | ↳ Votanti (% su iscritti)                 | ↳ Votanti (% su iscritti)  | 45 855                  | 64,10                   |
| ↳ Astenuti (% su iscritti) | ↳ Astenuti (% su iscritti)                | ↳ Astenuti (% su iscritti) | 25 681                  | 35,90                   |
|                            |                                           |                            |                         |                         |
|                            | Esito: collegio confermato a Conservatore |                            |                         |                         |

## Risultati dei referendum

### Referendum sulla permanenza del Regno Unito nell'Unione europea del 2016
|             | Collegio             | Lasciare UE % | Rimanere in UE % |
| ----------- | -------------------- | ------------- | ---------------- |
|             | Folkestone and Hythe | 61,8%         | 38,2%            |
| Inghilterra | 53,3%                | 46,7%         |                  |
| Regno Unito | 51,9%                | 48,1%         |                  |